# باشگاه فوتبال هاکوآ سیدنی سیتی ایست
باشگاه فوتبال مکابی هاکوآ سیدنی سیتی ایست که معمولاً با نام مکابی هاکوآ شناخته می‌شود، یک باشگاه فوتبال نیمه حرفه‌ای استرالیایی است که در سیدنی، نیو ساوت ولز واقع شده است. این باشگاه در سال ۱۹۳۹ با نام سیدنی هاکوآ توسط اعضای جامعه یهودی سیدنی تشکیل شد. آنها بین سال‌های ۱۹۷۷ و ۱۹۸۶ در لیگ ملی فوتبال به عنوان ایسترن سابربس (۱۹۷۷–۱۹۷۹) و سیدنی سیتی (۱۹۷۹–۱۹۸۷) بازی کردند. به عتوان یکی از موفق‌ترین تیم‌ها در نیو ساوت ولز و مسابقات بین ایالتی در دهه ۱۹۶۰ و اوایل دهه ۱۹۷۰ با مربیگری باب سزاتماری که اکنون بازنشسته شده بود، هاکوآ نیز یکی از محرک های اصلی برای تأسیس لیگ ملی بود. این باشگاه در حال حاضر در لیگ برتر ملی ان‌اس‌وی، با بازی‌هایی که در ورزشگاه هنسلی اتلتیک انجام می‌شود، رقابت می‌کند.
سیدنی سیتی همچنین در دهه اول مسابقات، غالب‌ترین تیم آن بود و چهار عنوان، از جمله سه عنوان متوالی از سال ۱۹۸۰ تا ۱۹۸۲ را به دست آورد، و تنها یک بار به رتبه‌ای پایین‌تر از سوم رسید. با این حال، با وجود این سطح از موفقیت، جمعیت تماشاگران همیشه کم بود، و حتی اگر آنها یکی از طرف‌هایی بودند که برای سال ۱۹۸۷ حفظ شدند، پس از اینکه ان‌اس‌ال سیستم کنفرانس تقسیمی را در پایان سال ۱۹۸۶ کنار گذاشت، سیدنی سیتی یک دور در فصل ۱۹۸۷ از ان‌اس‌ال خارج شد.

## تاریخچه
در ژانویه سال ۱۹۳۹، گروهی از مهاجران یهودی که هر یکشنبه در راشکاترز بی فوتبال بازی می‌کردند، گرد هم آمدند تا درباره تشکیل یک باشگاه فوتبال صحبت کنند. آن جلسه منجر به تولد باشگاه فوتبال سیدنی هاکوآ شد. این تیم با پیراهن‌های راه‌راه آبی و سفید متمایز با نشان داوود بازی می‌کرد.
این باشگاه پس از جدایی تعدادی از باشگاه‌ها از اتحادیه فوتبال مرتبط با فیفا در سال ۵۷–۱۹۵۶، در دسته اول تازه تأسیس فدراسیون فوتبال نیو ساوت ولز پذیرفته شد.
در سال ۱۹۷۷، نام باشگاه به ایسترن سابربس هاکوآ تغییر یافت. آنها قهرمان اولین لیگ ملی، معروف به لیگ ملی فوتبال بودند.
نام این باشگاه دوباره در سال ۱۹۷۸به سیدنی سیتی تغییر یافت و زمین خانگی از پارک ونت ورث به ورزشگاه مارکس اتلتیکس در سالی موفق برای باشگاه منتقل شد. ادی تامسون در سال ۱۹۷۹ مربی باشگاه شد و همراه با مدیر آن اندرو لدرر، باشگاه را در آخرین سال‌های فعالیتش به عنوان موفق‌ترین باشگاه استرالیا هدایت کرد.
این تیم شامل بازیکنانی نظیر جیمی کانت، جیم پاتیکاس، کن بودن و جان کزمینا بود. آنها با پیوستن دیوید میچل، مهاجم بین‌المللی استرالیایی، فصول ۱۹۸۱، ۱۹۸۲ و ۱۹۸۳ ان‌اس‌ال را بردند. در سال ۱۹۸۷ سیدنی سیتی در نیم فصل به عنوان موفق‌ترین باشگاه تاریخ لیگ، کنار رفت.

## افتخارات

### بین‌المللی
- جام برندگان جام اقیانوسیه ۱۹۸۷

### ملی
- قهرمانی ان‌اس‌ال: ۱۹۷۷، ۱۹۸۰، ۱۹۸۱، ۱۹۸۲
- نایب قهرمانی ان‌اس‌ال: ۱۹۷۸، ۱۹۸۳، ۱۹۸۵
- قهرمانی جزئی ان‌اس‌ال: ۱۹۸۴ (دسته شمالی)، ۱۹۸۵ (دسته شمالی)
- جام حذفی استرالیا: ۱۹۶۵، ۱۹۶۸، ۱۹۸۶
- بهترین باشگاه استرالیا در یک دهه: دهه ۱۹۷۰، دهه ۱۹۸۰